# 被災3県
被災3県（ひさいさんけん）とは、東日本大震災において特に甚大な被害を受けた岩手県、宮城県、福島県の3県の総称で、官公庁による東日本大震災関連の各種発表や、マスメディアによる東日本大震災関連の報道で多用される。

## 各県の死者、行方不明者、負傷者、避難者
各県の死者、行方不明者、負傷者、避難者を以下に示す。3県はいずれも死者・行方不明者数が1,000人を超えている。
| 都道県   | 死者    | 行方不明 | 負傷者  | 避難者数                                            |
| -------- | ------- | -------- | ------- | --------------------------------------------------- |
| 北海道   | 1人     | 0人      | 3人     | 1,048人（岩手県、宮城県、福島県からの避難者）       |
| 青森県   | 3人     | 1人      | 61人    | 1,003人（岩手県、宮城県、福島県からの避難者を含む） |
| 岩手県   | 4,243人 | 3,479人  | 165人   | 41,521人                                            |
| 宮城県   | 8,745人 | 6,674人  | 3,446人 | 40,788人（福島県からの避難者を含む）                |
| 秋田県   | 0人     | 0人      | 12人    | 518人（岩手県、宮城県、福島県からの避難者）         |
| 山形県   | 2人     | 0人      | 29人    | 715人（宮城県、福島県からの避難者）                 |
| 福島県   | 1,466人 | 1,275人  | 227人   | 26,416人                                            |
| 茨城県   | 23人    | 1人      | 693人   | 529人（福島県からの避難者を含む）                   |
| 栃木県   | 4人     | 0人      | 135人   | 673人（岩手県、福島県からの避難者を含む）           |
| 群馬県   | 1人     | 0人      | 36人    | 2,669人（岩手県、宮城県、福島県等からの避難者）     |
| 埼玉県   | 0人     | 0人      | 42人    | 4,544人（岩手県、宮城県、福島県等からの避難者）     |
| 千葉県   | 18人    | 2人      | 225人   | 1,229人（福島県からの避難者を含む）                 |
| 東京都   | 7人     | 0人      | 96人    | 749人（岩手県、宮城県、福島県等からの避難者）       |
| 神奈川県 | 4人     | 0人      | 139人   | 659人（宮城県、福島県等からの避難者）               |
| 新潟県   | 0人     | 0人      | 3人     | 4,535人（宮城県、福島県等からの避難者）             |

## 雇用問題
雇用においては、雇用ミスマッチ、復旧面での福島県の遅れなど、様々な問題がある。